# Sizilianische Sprache

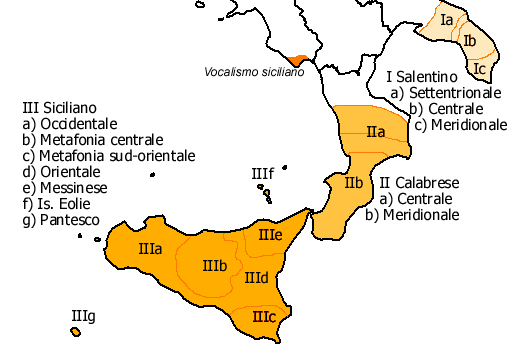
Gebiete, in denen Sizilianisch gesprochen wird

Sizilianisch (Eigenbezeichnung: sicilianu [sɪʃɪˈljaːnʊ]; italienisch siciliano [sit͡ʃiˈljaːno]) ist, je nach Standpunkt, ein Dialekt der italienischen Sprache oder eine eigenständige Einzelsprache. Es wird von etwa fünf Millionen Sprechern in Sizilien selbst und einigen weiteren in den Regionen Apulien, Kalabrien und Kampanien gesprochen. Hinzu kommt eine schwer zu schätzende Anzahl von Auswanderern in aller Welt. Insgesamt werden zwischen fünf und zehn Millionen Sprecher angenommen.

## Einordnung als Einzelsprache
Vor allem in der italienischen Sprachwissenschaft wird das Sizilianische gewöhnlich als italienischer Dialekt betrachtet. Gelegentlich findet sich aber auch eine Einordnung als Einzelsprache, die vor allem auf dem starken sprachlichen Abstand zum Italienischen basiert, z. B. kennt das Sizilianische keine Futurformen. Es verfügt über eine lange Tradition als Literatursprache. Die Sizilianische Dichterschule war in der ersten Hälfte des 13. Jahrhunderts aktiv, noch bevor Dante die Göttliche Komödie verfasste, die von der toskanischen Mundart geprägt ist. Ethnologue klassifiziert das Sizilianische als Sprache und hat ihm den SIL-Code SCN zugewiesen.

## Sizilianisch außerhalb Italiens
Auf Grund der verbreiteten Auswanderung, die in den 1950er Jahren einsetzte, wurde das Sizilianische über die Grenzen Italiens hinweg exportiert. So finden sich heutzutage vor allem in Australien, Argentinien, Belgien, Deutschland, Frankreich, Kanada und den USA zahlreiche sizilianisch sprechende Personen.

## Gegenwärtiger Status
Obwohl es mehrere Millionen Sprecher des Sizilianischen gibt, von denen ein Großteil es sogar als Muttersprache spricht, spielt es heutzutage nur eine untergeordnete Rolle im öffentlichen Leben. Sizilianisch wird nicht in der Schule gelehrt, ist nicht Amtssprache in Sizilien und wird außerhalb des sozialen Umfeldes praktisch kaum benutzt. Trotzdem ist Sizilianisch laut UNESCO in absehbarer Zeit nicht vom Aussterben bedroht.
Die junge sizilianische Generation wächst hauptsächlich mit der italienischen Sprache auf. Dies hat zur Folge, dass sie die orthografischen und grammatikalischen Regeln des Sizilianischen kaum beherrscht. An den Universitäten selbst werden keinerlei Vorlesungen auf Sizilianisch gehalten; es gibt lediglich Kurse, die dialettologia, also den sprachwissenschaftlichen Umgang mit Dialekten lehren.

## Dialekte
Wie viele andere Sprachen auch, hat das Sizilianische eigene Dialekte. Die sind im Einzelnen:
- Siciliano occidentale (palirmitanu, trapanisi; gesprochen in Palermo und Trapani)
- Centrale-occidentale (Agrigento girgentu)
- Metafonetica centrale (Caltanissetta nissenu)
- Metafonetica sudorientale (Ragusa rausanu und Syrakus sarausanu)
- Ennese (ennisi; Enna)
- Nonmetafonetica orientale (catanisi; Catania)
- Messinese (missinisi; Messina)
- Dialetto delle Isole Eolie (Äolische Inseln)
- Pantesco (Insel Pantelleria)
- Reggino/Calabrese (calabbrisi; Reggio Calabria)
- Pugliese meridionale bzw. Salentino (salintinu; im Süden Apuliens)

## Einflüsse
Auf Grund der wechselhaften Geschichte Siziliens, bedingt durch die zentrale Lage im Mittelmeer, hat
das Sizilianische zahlreiche Einflüsse anderer Sprachen erfahren und bis heute beibehalten. Hervorzuheben sind die griechische, arabische, französische, spanische (kastilische) und die italienische Sprache.

### Beispiele

#### Griechisch
| sizilianisches Wort | griechischer Ursprung | deutsche Übersetzung |
| babbiari            | babazo                | herumalbern          |
| carusu              | kouros                | Junge; Kind          |
| babbalucia          | boubalàkion           | Schnecke             |
| tuppuliari          | typtō                 | klopfen              |
| appizzari           | (eks)èpeson           | aufhängen            |
| naca                | nake                  | Wiege                |
| nicu                | nicròs oder micròs    | klein                |

#### Arabisch
| sizilianisches Wort | arabischer Ursprung | deutsche Übersetzung |
| dammusu             | dammūs              | Decke                |
| cassata             | qashatah, qas'at    | sizilianische Torte  |
| zuccu               | sūq                 | Markt                |

#### Französisch/Normannisch
| sizilianisches Wort | französischer/normannischer Ursprung | deutsche Übersetzung |
| accatari            | acheter/acater                       | kaufen               |
| bucceri/vucceri     | boucher                              | Metzger              |
| foddi               | fou, fol(le)                         | verrückt             |
| largasìa            | largesse                             | Großzügigkeit        |
| travagghiari        | travailler/travaller                 | arbeiten             |

#### Spanisch (Kastilisch)
| sizilianisches Wort | spanischer Ursprung | deutsche Übersetzung |
| arricugghìrisi      | arrecogerse         | zurückkehren         |
| capezza             | cabeza              | Kopf                 |
| làstima             | lástima             | Last                 |
| pignata             | piñata              | Topf                 |
| sulità/sulitati     | soledad             | Einsamkeit           |

## Eigenheiten

### Vokale
Das Sizilianische kennt fünf Vokale: /a/, offenes /ɛ/, /i/, offenes /ɔ/ und /u/. Die drei Vokale /a/, /i/ und /u/ kommen sowohl in betonter als auch unbetonter Stellung vor, /ɔ/ und /ɛ/ hingegen nur in betonter Stellung. Das in anderen romanischen Sprachen vorhandene geschlossene /e/ ist mit dem /i/, das geschlossene /o/ mit dem /u/ zusammengefallen. Die obigen Beispiele verdeutlichen dies.

### Genus und Pluralbildung
Normalerweise haben das Italienische und das Sizilianische dieselbe Endung für weibliche Substantive und Adjektive, nämlich das „-a“ (z. B. casa (Haus), porta (Tür)). Allerdings gibt es auch Ausnahmen, z. B. soru (Schwester) und matri (Mutter). Anstelle eines „-o“ benutzt das Sizilianische ein „-u“ als Endung für männliche Substantive und Adjektive (z. B. omu (Mann), libbru (Buch), nomu (Name)). Die Endung „-i“ kann in beiden Geschlechtern auftreten.
Im Gegensatz zur italienischen Sprache enden Substantive im Plural im Regelfall auf „-i“, d. h., sie weisen keine geschlechtsspezifische Endung mehr auf (z. B. casi (Häuser), nomi (Namen), tàuli (Tische), òmini (Männer)). In unregelmäßigen Fällen enden sie jedoch auf „-a“ (z. B. libbru – libbra (Buch – Bücher), jòcuru – jòcura (Spiel – Spiele), vrazzu – vrazza (Arm – Arme)), was auf die Pluralbildung der Neutra im Lateinischen zurückgeht (z. B.: templum – templa).

### Wegfall von „i“ am Wortanfang
Bei den allermeisten Wörtern lateinischen Ursprungs, die mit einem „i“ beginnen, fällt dieser Laut weg. Eine ähnliche Tendenz, obgleich sie nicht ganz so stark ist, existiert auch bei den Lauten „a“, „e“ und „o“ am Wortanfang. Demzufolge ist es nicht ungewöhnlich, dass viele sizilianische Wörter mit Doppelkonsonanten beginnen.
Beispiele:
| sizilianisches Wort | italienische Übersetzung | deutsche Übersetzung     |
| mpurtanti           | importante               | wichtig                  |
| gnuranti            | ignorante                | ungebildet, unwissend    |
| ntirissanti         | interessante             | interessant              |
| mmàggini            | immagini                 | Bilder                   |
| miricanu            | americano                | amerikanisch; Amerikaner |
| ngrisi              | inglese                  | englisch; Engländer      |
| talianu             | italiano                 | italienisch; Italiener   |

Es gibt auch Wörter, bei denen ein Konsonant am Wortanfang entfällt, z. B. bei ranni (ital. grande, dt. groß).

### Das Hilfsverb „haben“
Im Unterschied zur italienischen Sprache mit ihren zwei Hilfsverben essere (sein) und avere (haben) kennt das Sizilianische nur ein Hilfsverb, nämlich aviri (haben). Diese Eigenschaft weisen auch die iberoromanischen Sprachen und die rumänische Sprache auf.
Des Weiteren existiert eine grammatische Form, um einen äußeren Zwang zu formulieren, die mit aviri + a konstruiert wird, ähnlich wie im Englischen, Spanischen und Deutschen:
Bsp.: havi a jiri (dt. er/sie hat zu gehen; engl. he/she has to go; span. ha de ir bzw. tiene que ir)

## Einflüsse auf die italienische Sprache
Das Sizilianische hat im Laufe der Zeit Einflüsse auf das italienische Vokabular gehabt. Sie beschränken sich jedoch in erster Linie auf die sizilianische Kultur. Diese Begriffe sind heute Teil der italienischen Sprache, wenngleich sich manche Bedeutungsverschiebungen feststellen lassen.
| italienisches Wort | sizilianischer Ursprung | deutsche Bedeutung                                |
| arancino           | arancinu                | Arancino (frittiertes Reisbällchen)               |
| canestrato         | ncannistratu            | typischer sizilianischer Käse                     |
| cannolo            | cannolu                 | Cannolo (frittierte Teigrolle)                    |
| cassata            | cassata                 | Cassata (Schichttorte)                            |
| cirneco            | cirnecu                 | Cirneco (Hunderasse)                              |
| dammuso            | dammusu                 | Dammuso, typisches Steinhaus auf Pantelleria      |
| marrobbio          | marrubbiu               | plötzliche Anstieg des Meeresspiegels             |
| minchia            | minchia                 | Interjektion, vgl. „Scheiße!“, wörtlich „Schwanz“ |
| scippo             | scippu                  | Handtaschenraub                                   |
| stidda             | stidda                  | Stidda (kleinere Mafia-Organisation)              |

siehe auch: Sizilianische Küche

## Beispiele der geschriebenen Sprache

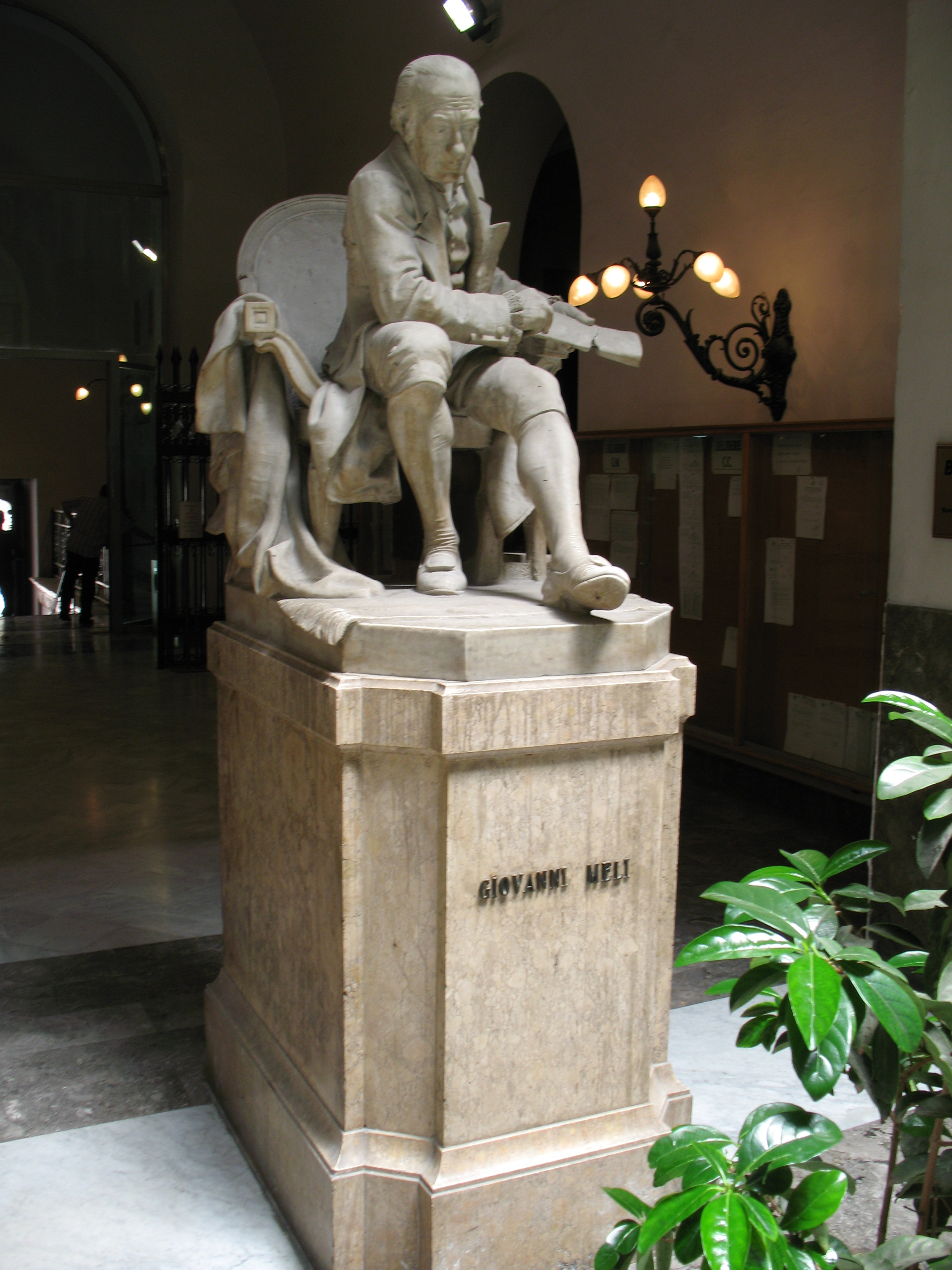
Skulptur von Giovanni Meli im Palazzo Pretorio

Untenstehend finden sich einige Beispiele der geschriebenen Sprache. Die Auszüge stammen von drei berühmten Dichtern Siziliens Antonio Veneziano, Giovanni Meli und Nino Martoglio.

### Lu Patri Nostru(Das Vaterunser)
Patri nostru, chi siti ’n celu,
Sia santificatu lu vostru nomu,
Vinissi prestu lu vostru regnu,
Sempri sia fatta la vostra divina vuluntati
Comu  ’n celu accussì ’n terra.
Dàtinillu sta jurnata lu panuzzu cutiddianu
E pirdunàtini li nostri piccati
Accussì comu nui li rimittemu ê nostri nimici
E nun ni lassati cascari ntâ tintazzioni,
ma scanzàtini dû mali.
Amen.

### Auszug von Antonio Veneziano
Celia, Lib. 2 (um 1600)
Non è xhiamma ordinaria, no, la mia
è xhiamma chi sul’iu tegnu e rizettu,
xhiamma pura e celesti, ch’ardi ’n mia;
per gran misteriu e cu stupendu effettu.
Amuri, ’ntentu a fari idulatria,
s’ha novamenti sazerdoti elettu;
tu, sculpita ’ntra st’alma, sì la dia;
sacrifiziu lu cori, ara stu pettu.

### Auszug von Giovanni Meli
Don Chisciotti e Sanciu Panza (um 1800)
Stracanciatu di notti soli jiri;
S’ammuccia ntra purtuni e cantuneri;
cu vacabunni ci mustra piaciri;
poi lu so sbiu sunnu li sumeri,
li pruteggi e li pigghia a ben vuliri,
li tratta pri parenti e amici veri;
siccomu ancura  è n’amicu viraci
di li bizzari, capricciusi e audaci.

### Auszug von Nino Martoglio
Briscula ’n Cumpagnia („Briscola (ein italienisches Kartenspiel) unter Freunden“, um 1900)
—Càrricu, mancu? Cca cc’è ’n sei di spati!
—E chi schifiu è, di sta manera?
Don Peppi Nnappa, d’accussì jucati?
—Misseri e sceccu ccu tutta ’a tistera,
comu vi l’haju a diri, a vastunati,
ca mancu haju sali di salera!

## Pflege der sizilianischen Sprache
Seit 1987 wird in Belpasso der Nino Martoglio International Book Award verliehen. Dieser Literaturpreis würdigt sizilianische Schriftsteller, die sich für den Erhalt der sizilianischen Sprache einsetzen. Bisher wurden unter anderem Giuseppe Bonaviri, Gesualdo Bufalino, Andrea Camilleri und Vincenzo Consolo ausgezeichnet.